# 交通公社ビルヂング
交通公社ビルヂング（こうつうこうしゃビルヂング）は、かつて東京都千代田区丸の内一丁目に所在したオフィスビルである。

## 歴史
丸の内1丁目交差点南西のこの敷地は、1940年より鉄道省の増築用地として三菱地所から東京鉄道局に賃貸されていたが、第二次世界大戦後の1945年9月に連合国軍最高司令官総司令部により接収された。しかしこの土地は結局使用せず、1946年2月に接収は解除された。同年3月に改めて日本交通公社（以下、「公社」）に賃貸し、公社により本社社屋が建設された。この社屋は木造で、防火性に問題があることから、公社は新社屋の建設を希望した。
地権者の三菱地所は、公社と共同で延床面積6千坪の共同ビルの建設を提案。公社の仮移転先の新大手町ビルヂング完成後の1959年1月末に着工した。西隣には、丸ノ内ホテルの宴会場や大食堂が入る別館があった。丸ノ内ホテルは東京タクシー自動車が1931年に商号変更してホテル業に進出した会社で、この建物は東京タクシー時代から使われていた。三菱地所は丸ノ内ホテルと協議のうえ、この建物部分の増築工事も行うこととなった。1960年12月2日に竣工し、本ビルと丸ノ内ホテルとを結ぶ連絡通路も整備された。
2000年4月、三菱地所と丸ノ内ホテル、日本生命保険、中央不動産、交通公社不動産、朝日生命保険の6社は、本ビルと解体済みの旧国鉄（JR東日本）本社ビル跡地、丸ノ内ホテル、東京中央ビルディング及び丸の内センタービルディングの敷地を共同開発すると発表。
既存ビルを活用する丸の内センタービルを除く各建物は解体され、丸の内オアゾとして再開発された。本ビル部分には2004年9月2日に丸の内北口ビルディングが竣工。1階エントランスの床には交通公社ビルヂングや、江戸時代にこの地にあった細川家の武家屋敷をモチーフにした装飾が施されている。